# Назаренко Сергій Юрійович
Сергі́й Ю́рійович Наза́ренко (нар. 16 лютого 1980, Кіровоград, Українська РСР, СРСР) — український футболіст, півзахисник. Тренер молодіжного складу клубу «Дніпро».
Відомий виступами у складі таких українських футбольних клубів, як дніпровський «Дніпро» та його фарм-клуби — «Дніпро-2» і «Дніпро-3», а також сімферопольська «Таврія». У 2003–2012 роках грав у складі національної збірної України.
У складі цих команд Назаренко ставав бронзовим призером Вищої ліги чемпіонату України у 2003–2004 роках та золотим призером другої ліги чемпіонату України у 1999–2000 роках. У розіграші кубку України Сергій Назаренко ставав фіналістом у 2003–2004 роках, а також півфіналістом у розіграшах 2000–2001, 2001–2002, 2002–2003, 2004–2005, 2010–2011 років. Окрім того, футболіст був учасником чемпіонату світу 2006 року, що проходив у Німеччині, у складі збірної України з футболу.

## Життєпис

### Клубна кар'єра

#### Перші роки
Сергій Юрійович Назаренко народився 16 лютого 1980 року в українському місті Кіровоград. Юнак був вихованцем Дитячо-юнацької спортивної школи місцевого футбольного клубу «Зірка». Згодом перейшов до Дніпропетровського спортінтернату.
Вихованець дніпропетровського спортінтернату. У сезонах 1997–1998 та 1998–1999 грав за «Дніпро-2». У вищій лізі вперше вийшов на поле 3 жовтня 1999 року («Металург» Д — «Дніпро» Д).
Одним з найкращих друзів Назаренка є Руслан Ротань, з котрим він познайомився у «дублі» «Дніпра».

#### «Таврія»
У 2011 році Сергій Назаренко перейшов у сімферопольську «Таврію».
З грудня 2013 року у клубі футболістам не виплачували зарплату.
Під час зимової відпустки головний тренер команди Яніс Христопулос був змінений на болгарина Ніколая Костова. Після цього, навесні 2014 року, Назаренко втратив місце в основній команді клубу. Тому футболіст вирішив покинути клуб, позаяк, контракт між футболістом та футбольним клубом завершився 1 липня. З Сімферополя Сергій Назаренко поїхав з колишнім партнером по «Дніпру», Максимом Калиниченко, з яким у «Таврії» ділив капітанську пов'язку. Не зважаючи на свій вік, Сергій вирішив, що ще не збирається завершувати кар'єру футболіста, тому почав шукати новий клуб.

#### «Чорноморець»
На початку липня 2014 року Сергій з'явився у розпорядженні українського футбольного клубу «Чорноморець» з міста Одеси. Згодом, взяв участь у контрольному товариському матчі «моряків» проти білоцерківського футбольного клубу «Арсенал-Київщина», який одесити виграли з рахунком 3:0. Він вийшов на поле на 33-й хвилині, замінивши Олексія Гая й був замінений гравцем юнацької команди клубу, Дмитром Гарванком. Згодом футболіст підписав дворічний контракт з клубом за схемою «1+1». Одразу після підписанню контракту Сергій разом з одеситами поїхав на тренувальний збір в Австрію. Там він узяв участь у товариському матчі проти московського «Локомотиву».
У січні 2015 року розірвав контракт із клубом.

#### «Дніпро»
Головний тренер дніпропетровського «Дніпра» Мирон Маркевич повідомив, що легендарний гравець клубу Сергій Назаренко повернеться в команду. За словами фахівця, він хотів би, щоб півзахисник закінчив свою кар'єру саме в «Дніпрі». Узимку 2016/17 Назаренко залишив дніпровську команду.

#### Статистика виступів

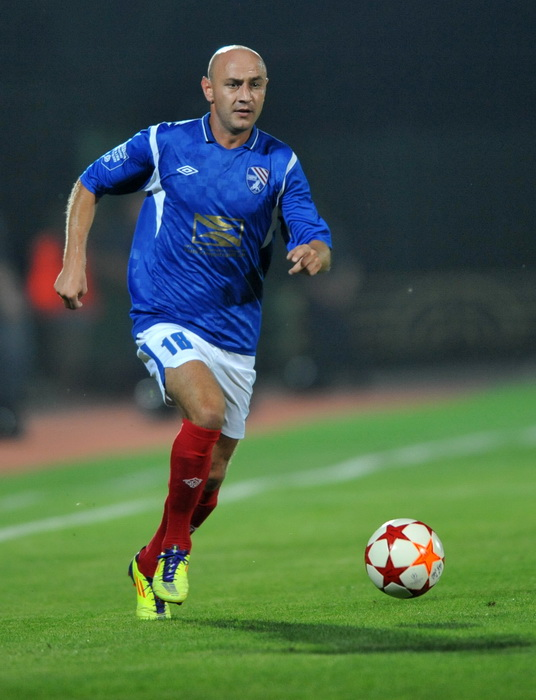
Назаренко під час гри за «Таврію»

| Клуб | Ліга              | Сезон             | Чемпіонат | Чемпіонат | Чемпіонат | Кубок | Кубок | Кубок | Єврокубки | Єврокубки | Єврокубки | Інші змагання | Інші змагання | Інші змагання | Інші змагання | Всього | Всього | Всього |
| Клуб | Ліга              | Сезон             | Ігри      | Голи      | ГП        | Ігри  | Голи  | ГП    | Ігри      | Голи      | ГП        | Назва         | Ігри          | Голи          | ГП            | Ігри   | Голи   | ГП     |
| --- | ----------------- | ----------------- | --------- | --------- | --------- | ----- | ----- | ----- | --------- | --------- | --------- | ------------- | ------------- | ------------- | ------------- | ------ | ------ | ------ |
| «Чорноморець» О | ПЛ                | 14-15             | 0         | 0         | 0         | 0     | 0     | 0     | 0         | 0         | 0         | —             | —             | —             | —             | 0      | 0      | 0      |
| «Чорноморець» О | Всього            | Всього            | 0         | 0         | 0         | 0     | 0     | 0     | 0         | 0         | 0         |               | —             | —             | —             | 0      | 0      | 0      |
| «Таврія» С | ПЛ                | 13-14             | 20        | 1         | 2         | 0     | 0     | 0     | —         | —         | —         | ПД            | 1             | 1             | ?             | 21     | 2      | 2      |
| «Таврія» С | ПЛ                | 12-13             | 29        | 8         | 4         | 2     | 1     | 0     | —         | —         | —         | —             | —             | —             | —             | 31     | 9      | 4      |
| «Таврія» С | ПЛ                | 11-12             | 28        | 8         | 10        | 1     | 0     | 0     | —         | —         | —         | —             | —             | —             | —             | 29     | 8      | 10     |
| «Таврія» С | Всього            | Всього            | 77        | 17        | 16        | 3     | 1     | 0     | —         | —         | —         |               | 1             | 1             | ?             | 81     | 19     | 16     |
| «Дніпро» Д | ПЛ                | 10-11             | 25        | 6         | 6         | 2     | 0     | 0     | 2         | 0         | 0         | —             | —             | —             | —             | 29     | 6      | 6      |
| «Дніпро» Д | ПЛ                | 09-10             | 28        | 5         | 4         | 1     | 0     | 0     | —         | —         | —         | —             | —             | —             | —             | 29     | 5      | 4      |
| «Дніпро» Д | ПЛ                | 08-09             | 29        | 5         | 3         | 1     | 0     | 0     | 2         | 1         | 0         | —             | —             | —             | —             | 32     | 6      | 3      |
| «Дніпро» Д | ВЛ                | 07-08             | 27        | 9         | 2         | 0     | 0     | 0     | 4         | 1         | 0         | ПД            | 2             | 1             | ?             | 33     | 11     | 2      |
| «Дніпро» Д | ВЛ                | 06-07             | 28        | 10        | 6         | 2     | 1     | ?     | ?         | ?         | ?         | —             | —             | —             | —             | 30     | 11     | 6      |
| «Дніпро» Д | ВЛ                | 05-06             | 28        | 4         | 1         | 0     | 0     | 0     | 5         | 2         | 1         | —             | —             | —             | —             | 33     | 6      | 2      |
| «Дніпро» Д | ВЛ                | 04-05             | 27        | 5         | ?         | 6     | 0     | ?     | 7         | 2         | 0         | —             | —             | —             | —             | 40     | 7      | ?      |
| «Дніпро» Д | ВЛ                | 03-04             | 24        | 3         | ?         | 6     | 0     | ?     | 5         | 0         | 0         | —             | —             | —             | —             | 35     | 3      | ?      |
| «Дніпро» Д | ВЛ                | 02-03             | 22        | 5         | ?         | 5     | 3     | ?     | —         | —         | —         | —             | —             | —             | —             | 27     | 8      | ?      |
| «Дніпро» Д | ВЛ                | 01-02             | 10        | 0         | ?         | 2     | 0     | ?     | ?         | ?         | ?         | —             | —             | —             | —             | 12     | 0      | ?      |
| «Дніпро» Д | ВЛ                | 00-01             | 0         | 0         | 0         | 1     | 0     | ?     | —         | —         | —         | —             | —             | —             | —             | 1      | 0      | ?      |
| «Дніпро» Д | ВЛ                | 99-00             | 18        | 2         | ?         | 0     | 0     | 0     | —         | —         | —         | —             | —             | —             | —             | 18     | 2      | ?      |
| «Дніпро» Д | Всього            | Всього            | 266       | 54        | 22        | 26    | 4     | ?     | 25        | 6         | 1         |               | 2             | 1             | ?             | 319    | 65     | 23     |
| «Дніпро-3» | 2Л                | 01-02             | 9         | 2         | ?         | —     | —     | —     | —         | —         | —         | —             | —             | —             | —             | 9      | 2      | ?      |
| «Дніпро-3» | 2Л                | 00-01             | 8         | 1         | ?         | —     | —     | —     | —         | —         | —         | КДЛ           | 0             | 0             | 0             | 8      | 1      | ?      |
| «Дніпро-3» | Всього            | Всього            | 17        | 3         | ?         | —     | —     | —     | —         | —         | —         |               | 0             | 0             | 0             | 17     | 3      | ?      |
| «Дніпро-2» | 2Л                | 02-03             | 1         | 2         | ?         | —     | —     | —     | —         | —         | —         | —             | —             | —             | —             | 1      | 2      | ?      |
| «Дніпро-2» | 1Л                | 01-02             | 19        | 6         | ?         | —     | —     | —     | —         | —         | —         | —             | —             | —             | —             | 19     | 6      | ?      |
| «Дніпро-2» | 1Л                | 00-01             | 31        | 3         | ?         | —     | —     | —     | —         | —         | —         | —             | —             | —             | —             | 31     | 3      | ?      |
| «Дніпро-2» | 2Л                | 99-00             | 11        | 1         | ?         | —     | —     | —     | —         | —         | —         | КДЛ           | 3             | 0             | ?             | 14     | 1      | ?      |
| «Дніпро-2» | 2Л                | 98-99             | 23        | 0         | ?         | —     | —     | —     | —         | —         | —         | —             | —             | —             | —             | 23     | 0      | ?      |
| «Дніпро-2» | 2Л                | 97-98             | 16        | 0         | ?         | 0     | 0     | 0     | —         | —         | —         | —             | —             | —             | —             | 16     | 0      | ?      |
| «Дніпро-2» | Всього            | Всього            | 101       | 12        | ?         | 0     | 0     | 0     | —         | —         | —         |               | 3             | 0             | ?             | 104    | 12     | ?      |
| Всього за кар'єру | Всього за кар'єру | Всього за кар'єру | 461       | 86        | 38        | 29    | 5     | 0     | 25        | 6         | 1         |               | 6             | 2             | ?             | 521    | 99     | 39     |
| 2Л — друга ліга; 1Л — перша ліга; КДЛ — кубок другої ліги; ВЛ — Вища ліга; ПД — першість дублерів; ПЛ — Прем'єр-ліга. |                   |                   |           |           |           |       |       |       |           |           |           |               |               |               |               |        |        |        |
| Останнє оновлення 15 липня 2014                                                                                       |                   |                   |           |           |           |       |       |       |           |           |           |               |               |               |               |        |        |        |

### Збірна
Перший матч за збірну України зіграв 11 жовтня 2003 (Україна — Македонія — 0:0). Вже після переходу до сімферопольської «Таврії» Сергій Назаренко перестав викликатися до збірної України.
| #   | Дата              | Місце                    | Противник            | Рахунок | Результат | Змагання          |
| --- | ----------------- | ------------------------ | -------------------- | ------- | --------- | ----------------- |
| 1.  | 17 серпня 2005    | Київ, Україна            | Сербія та Чорногорія | 2-1     | перемога  | товариська        |
| 2.  | 28 травня 2006    | Київ, Україна            | Коста-Рика           | 4-0     | перемога  | товариська        |
| 3.  | 15 серпня 2006    | Київ, Україна            | Азербайджан          | 6-0     | перемога  | товариська        |
| 4.  | 26 березня 2008   | Київ, Україна            | Сербія               | 2-0     | перемога  | товариська        |
| 5.  | 1 червня 2008     | Стокгольм, Швеція        | Швеція               | 0-1     | перемога  | товариська        |
| 6.  | 10 вересня 2008   | Алмати, Казахстан        | Казахстан            | 1-3     | перемога  | відбір до ЧС 2010 |
| 7.  | 10 вересня 2008   | Алмати, Казахстан        | Казахстан            | 1-3     | перемога  | відбір до ЧС 2010 |
| 8.  | 11 лютого 2009    | Нікосія, Кіпр            | Сербія               | 1-0     | перемога  | товариська        |
| 9.  | 10 червня 2009    | Київ, Україна            | Казахстан            | 2-1     | перемога  | відбір до ЧС 2010 |
| 10. | 10 червня 2009    | Київ, Україна            | Казахстан            | 2-1     | перемога  | відбір до ЧС 2010 |
| 11. | 10 жовтня 2009    | Дніпропетровськ, Україна | Англія               | 1-0     | перемога  | відбір до ЧС 2010 |
| 12. | 11 листопада 2011 | Київ, Україна            | Німеччина            | 3-3     | нічия     | товариська        |

## Стиль гри
Колишній тренер «Дніпра» Олег Протасов вважав, що Сергій може зіграти на будь-якій позиції у середині поля. Півзахисник вміє віддати довгий пас і побачити ривок товариша з команди. Добре атакує, але невпевнено грає головою. Назаренко виділяється вмінням точно пробивати штрафні удари — майстерно підкручувати м'яча у ворота, оминувши стінку. Саме таким чином він забив свій перший гол за збірну — Сербії та Чорногорії. Зазвичай після забитого м'яча Назаренко цілує обручку, присвячуючи гол дружині Анні.

## Тренерська кар'єра
30 березня 2017 року увійшов до тренерського складу свого колишнього клубу «Дніпро».

## Титули, рекорди та досягнення

### Командні
«Дніпро»:
- Бронзовий призер Вищої ліги чемпіонату України (1): 2003–2004.
- Фіналіст кубку України (1): 2003–2004.
- Півфіналіст кубку України (5): 2000–2001, 2001–2002, 2002–2003, 2004–2005, 2010–2011.

«Дніпро-2»:
- Золотий призер другої ліги чемпіонату України (1): 1999–2000.

### Індивідуальні
- Футболіст року в чемпіонаті України (за версією газети «Команда»): 2006, 2007.
- За досягнення високих спортивних результатів на чемпіонаті світу 2006 року у Німеччині нагороджений орденом «За мужність» III ступеня.
- 4 квітня 2015 року на 86-й хвилині матчу проти донецького «Металурга» забив 100-й гол у кар'єрі, увійшовши у клуб Гусейнова.

### Рекорди
- 10 червня 2009, забивши два голи в ворота збірної Казахстану, довів свій лік голам за збірну до 10 і став третім бомбардиром в історії збірної, поступаючись тільки Шевченку і Реброву.
- Найкращий бомбардир «Дніпра» в єврокубках (8 голів).